# Amaliendorf-Aalfang
Amaliendorf-Aalfang – gmina targowa w Austrii, w kraju związkowym Dolna Austria, w powiecie Gmünd, w rejonie Waldviertel. Liczy 1 129 mieszkańców (1 stycznia 2014).